# Drawn to Death
Drawn to Death (littéralement, Dessiné à Mort) est un jeu vidéo de tir à la troisième personne multijoueur et free to play développé par le studio de David Jaffe, The Barlet Jones Supernatural Detective Agency, et SCE San Diego Studio ; sorti le 4 avril 2017 en exclusivité aux abonnés du service PlayStation Plus de la PlayStation 4,.
Il offre un mode multijoueur de 2 à 4 joueurs dans un jeu de tir en arène, et est décrit comme se déroulant « dans les pages d'un carnet de notes d'adolescent », et qu'en tant que tel, héritant d'un style visuel rendu semblable à des dessins faits à la main.
Les serveurs du jeu ont fermé le 25 mars 2019.

## Système de jeu
Drawn to Death est un jeu de tir de 2 à 4 joueurs, en vue à la troisième personne et en arène. Le décor est celui d'un carnet de notes d'adolescent, alors l'environnement et les actions reflètent le style juvénile des illustrations. En début de rencontre, le joueur choisit parmi l'un des six personnages esquissés, et le dépose dans un des environnements dessinés sur les pages du livret. Chaque personnage a son propre comportement, ses tendances passives, ses coups et ses attaques spéciales.
À l'instar des jeux précédemment développés par David Jaffe, comme la série Twisted Metal, les arènes sont dites avoir « de multiples secrets pouvant être utilisés comme armes contre les ennemis ». Les armes et les mécaniques de jeu sont eux aussi impactés par le ton d'adolescent adopté dans Drawn to Death. Par exemple, une des armes est « un lézard qui se dédouble en un lance-flammes », ou encore un bonus, qui nécessite la main de l'enfant pour intervenir dans le jeu. L'action est dite être « rapide et frénétique », permettant aux joueurs de courir, d'effectuer des double-sauts, et d'atteindre facilement des points d'observation surélevés.
À propos d'un potentiel système de progression pour les armes, Jaffe dit que « seule la compétence du joueur devrait être un facteur déterminant. Si vous avez joué à ce jeu pendant 1 an, et j'arrive juste et je suis imbattable à ce genre de jeux, la seule raison pour laquelle vous pourriez gagner est que vous connaissez mieux la carte et que vous vous êtes habitué aux contrôles. Ça ne serait jamais parce que vous avez de meilleures armes ».

## Développement
Le jeu a été lancé et en développement depuis début 2013. Il a été annoncé à la conférence d'ouverture de la PlayStation Experience, le 6 décembre 2014. Drawn to Death est le premier projet de David Jaffe au sein de son studio The Bartlet Jones Supernatural Detective Agency, où il joue le rôle de directeur. Une bande-annonce fut montrée à l'annonce du jeu, et une version alpha jouable était disponible. Une seconde vidéo promotionnelle fut dévoilée le 11 décembre sur la chaîne YouTube de David Jaffe, où un personnage du jeu lit sur Polygon les commentaires négatifs des utilisateurs à son propos, et les insulte. Le 15 mars 2017, David Jaffe annonce via un post sur le PlayStation Blog que Drawn to Death est l'un des jeux vidéo à télécharger gratuitement, disponible uniquement aux abonnés du service PlayStation Plus de la PlayStation 4, pour le mois d'avril 2017.

## Accueil
- Canard PC : 4/10[13]
- GameSpot : 4/10[14]
- IGN : 4/10[15]
- Jeuxvideo.com : 12/20[16]
- Metacritic : 56 %[17]